# Passalora gomphrenicola
Passalora gomphrenicola är en svampart som först beskrevs av Speg., och fick sitt nu gällande namn av U. Braun 2000. Passalora gomphrenicola ingår i släktet Passalora och familjen Mycosphaerellaceae.   Inga underarter finns listade i Catalogue of Life.